# Charly Musonda
Charles Musonda, född 15 oktober 1996, är en belgisk fotbollsspelare som spelar för Levante.

## Karriär
Den 31 augusti 2018 lånades Musonda ut till Vitesse på ett låneavtal över säsongen 2018/2019. Den 5 juli 2019 lånades han ut på nytt till Vitesse på ett låneavtal över säsongen 2019/2020. I juni 2022 meddelade Chelsea att Musonda skulle lämna klubben i slutet av månaden i samband med att hans kontrakt gick ut.